# Museo dell'Ottocento (Pescara)

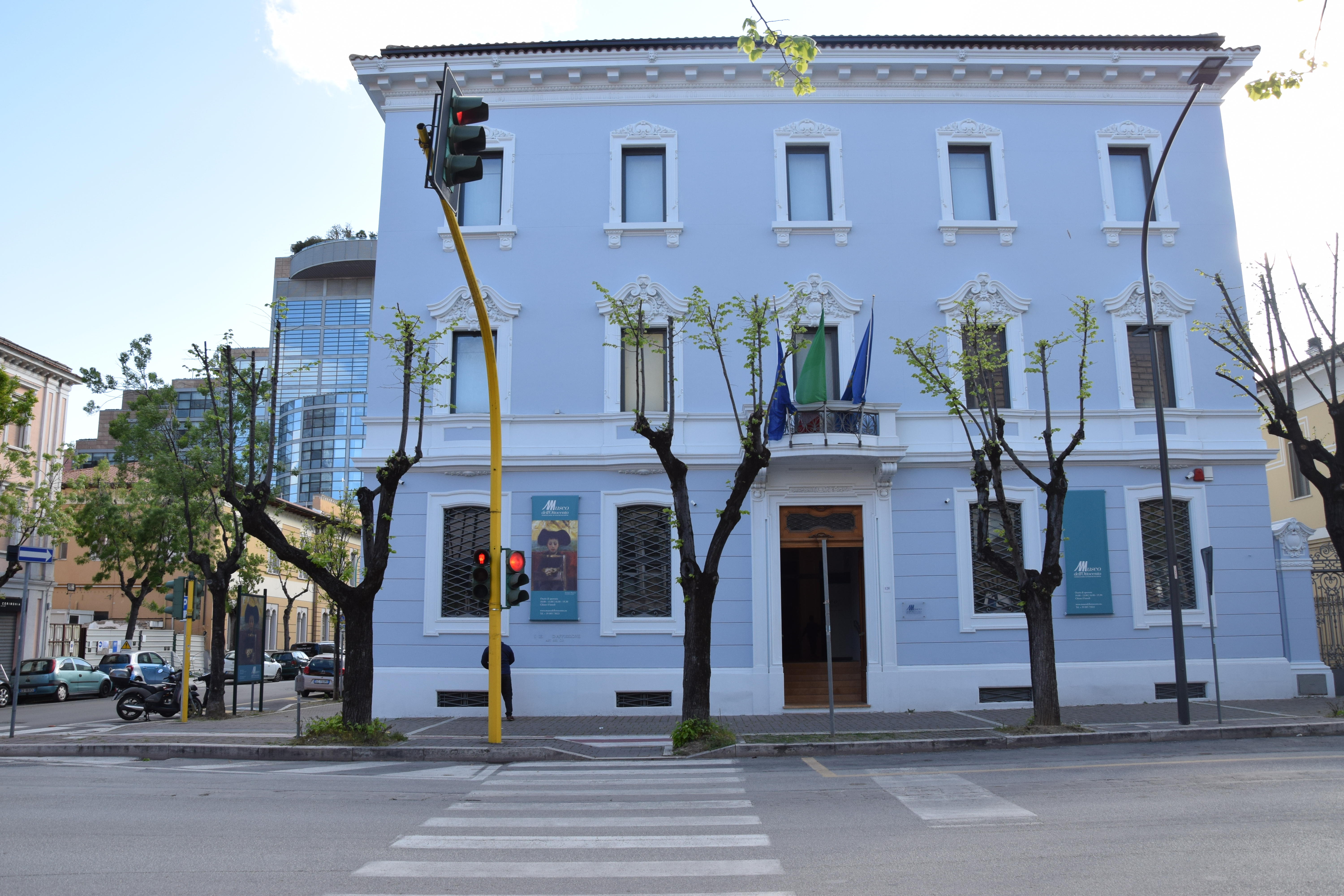
L'ingresso del museo

Il Museo dell'Ottocento è un museo di arte moderna situato a Pescara e inaugurato a il 19 settembre 2021.

## Descrizione
Ospitato in un edificio del primo Novecento, già sede della Banca d'Italia, il museo custodisce la  collezione di pittura italiana e francese del XIX secolo di Venceslao Di Persio. L'esposizione, comprendente circa duecentosessanta opere d'arte, si dispone su tre piani, lungo quindici sale ordinate per temi, scuole e tendenze. A partire dal contesto internazionale della Napoli dell'inizio del secolo passa all'interazione degli artisti italiani con la pittura di paesaggio francese alle soglie della nascita dell'Impressionismo.
La collezione dedica particolare attenzione alle cornici, dalle più antiche del XVI secolo alle più recenti del XIX secolo.
Tra i diversi artisti presenti vi sono opere di Joseph Rebell, Anton Sminck van Pitloo, Giacinto Gigante, Domenico Morelli (pittore), Federico Rossano, Alceste Campriani, Vincenzo Caprile, Francesco Paolo Michetti, Filippo Palizzi, Giuseppe Palizzi, Silvestro Lega, Giuseppe De Nittis, Federico Zandomeneghi, Gustave Courbet, Jules Dupré, Paul Huet, Rosa Bonheur e i maggiori pittori della Scuola di Barbizon (Théodore Rousseau, Narcisse Diaz, Constant Troyon, Charles-François Daubigny).
Il museo dispone di due sale monografiche, dedicate rispettivamente ad Antonio Mancini, con diciassette opere, e a Michele Cammarano.